# Сан-Педру (Говея)
Сан-Пе́дру (порт. São Pedro) — город и район в Португалии, входит в округ Гуарда. Является составной частью муниципалитета Говея. Находится в составе крупной городской агломерации Большое Визеу. По старому административному делению входил в провинцию Бейра-Алта. Входит в экономико-статистический субрегион Серра-да-Эштрела, который входит в Центральный регион. Население составляет 2314 человека на 2001 год. Занимает площадь 28,14 км².